# Бунеи
 Бунеи (文永) је јапанска ера (ненко) која је настала после Кочо и пре Кенџи ере. Временски је трајала од фебруара 1264. до априла 1275. године и припадала је Камакура периоду. Владајући монарх био је цар Камејама.

## Важнији догађаји Бунеи ере
- 1274. (Бунеи 11, први месец): У петнаестој години владавине цар Камејама абдицира а трон наслеђује његов рођак.[3]
- 1274. (Бунеи 11, трећи месец): На трон долази нови цар Го-Уда.[4] Повучени цар Камејама наставља свој утицај из сенке.
- 1274. (Бунеи 11, десети месец): Хирохито је именован званичним принцем и будућим наследником цара Го-Уде. Ово је резултат политичких утицаја Хирохитовог оца, бившег цара Фукакусе.[5]

- 19. новембар 1274. (Бунеи 11, двадесети дан десетог месеца): Бунеј битка – Војска Монгола Кублај-кана пристали су у заливу Хаката близу Фукуоке на острву Кјушу како би започели освајање Јапана. Након пристајања и понеког ситног окршаја, Монголи су се повукли како би провели ноћ на својим бродовима. Исте ноћи наишла је велика олуја и потпила већи део бродова док је преостала флота побегла за Кореју.[6] Јапанци су овај догађај преписали вољи богова (ками) изавши из овог сукоба са минималним губицима. Ипак, у жару борбе уништен је храм Хакозаки.[7] Nihon Ōdai Ichiran даје објашњење да је осим олује један од разлога пораза противничке војске недостатак стрела.[8]